# Demokráciák és Sokféleségek Európája
A Demokráciák és Sokféleségek Európája (angolul: Europe of Democracies and Diversities, franciául: Groupe pour l'Europe des démocraties et des différences) az euroszkeptikus politikai pártokat tömörítő csoport volt az Európai Parlamentben 1999 és 2004 között.

## Története
A Demokráciák és Sokféleségek Európája képviselőcsoportot 1999. július 20-án hozták létre 16 képviselővel a Függetlenek a Nemzetek Európájáért utódjaként. 2001-ben csatlakozott a francia Szuverenista Harcok 1 képviselővel és a ciklus vége előtt két hónappal a újdonsült EU-tag lengyel Családok Ligája szintén 1 képviselővel. A 2004-es európai parlamenti választásokat követően 2004. július 20-tól az euroszkeptikus csoport Függetlenség és Demokrácia néven volt jelen az Európai Parlamentben. 

## Tagok

### 5. Európai Parlament (1999–2004)
| Ország             | Párt                                                | Ideológia                                  | Időszak           | Képviselők száma |
| ------------------ | --------------------------------------------------- | ------------------------------------------ | ----------------- | ---------------- |
| Franciaország      | Vadászat, Halászat, Természet, Hagyomány            | agrárianizmus euroszkepticizmus            | 1999–2004         | 6 / 87           |
| Franciaország      | Szuverenista Harcok                                 | konzervativizmus euroszkepticizmus         | 2001–2004         | 6 / 87           |
| Dánia              | Június Mozgalom                                     | euroszkepticizmus                          | 1999–2004         | 3 / 16           |
| Dánia              | EU ellenes Népi Mozgalom                            | euroszkepticizmus                          | 1999–2004         | 1 / 16           |
| Hollandia          | Református Politikai Párt–Református Politikai Liga | kereszténydemokrácia euroszkepticizmus     | 1999–2004         | 3 / 31           |
| Egyesült Királyság | Az Egyesült Királyság Függetlenségi Pártja          | jobboldali populizmus euroszkepticizmus    | 1999–2004         | 3 / 87           |
| Lengyelország      | Lengyel Családok Ligája                             | nemzeti konzervativizmus euroszkepticizmus | 2004 május–július | 1 / 54           |
| Európai Unió       | Összesen                                            | Összesen                                   | Összesen          | 18 / 626         |